# Пирсон, Нэнси
Нэ́нси Пи́рсон (англ. Nancy Pearson, урожд. Нэ́нси Уо́ллес, англ. Nancy Wallace) — американская кёрлингистка.
В составе женской сборной США участница четырёх чемпионатов мира (лучший результат — пятое место в 1979). Четырёхкратная чемпионка США среди женщин.
Играла на позициях первого, второго и третьего.

## Достижения
- Чемпионат США по кёрлингу среди женщин: золото (1979, 1981, 1983, 1988).

## Команды
| Сезон   | Четвёртый    | Третий           | Второй       | Первый       | Турниры                        |
| ------- | ------------ | ---------------- | ------------ | ------------ | ------------------------------ |
| 1978—79 | Нэнси Лэнгли | Долорес Уоллес   | Лесли Фрош   | Нэнси Уоллес | ЧСШАЖ 1979 · ЧМ 1979 (5 место) |
| 1980—81 | Нэнси Лэнгли | Кэрол Даль       | Лесли Фрош   | Нэнси Уоллес | ЧСШАЖ 1981 · ЧМ 1981 (8 место) |
| 1982—83 | Нэнси Лэнгли | Долорес Кэмпбелл | Нэнси Уоллес | Лесли Фрош   | ЧСШАЖ 1983 · ЧМ 1983 (8 место) |
| 1987—88 | Нэнси Лэнгли | Нэнси Пирсон     | Лесли Фрош   | Мэри Хобсон  | ЧСШАЖ 1988 · ЧМ 1988 (7 место) |

(скипы выделены полужирным шрифтом)

## Частная жизнь
Начала заниматься кёрлингом в возрасте 19 лет. В 1997 закончила заниматься кёрлингом, через несколько лет занялась триатлоном.